# Босс, Абрахам
Абрахам (Абраам) Босс (фр. Abraham Bosse; 1604, Тур — 1676, Париж) — французский гравёр, ученик и подражатель Жака Калло, мастер офорта и композиций бытового жанра. Академик Королевской академии живописи и скульптуры в Париже (1648).

## Биография
Абрахам Босс родился в Туре в 1604 году, в семье Луи Боссе, портного немецкого происхождения, лютеранского вероисповедания (эмигранта-гугенота) и Мари Мартине.
С 1620 года он учился у гравёра Мельхиора Тавернье. Первые из известных его гравюр, выполненных в подражание «Jardinières du lorrain» Жака Белланжа, датируются 1622 годом. В 1629 году Абрахам Босс встретил в Париже выдающегося рисовальщика и гравёра Жака Калло, и эта встреча оказалась судьбоносной для Абрахама Босса. Он стал помощником и другом Калло, и, несомненно, попал под его влияние.
9 мая 1632 года он женился на Катрин Сарраба. Архитектор, чертёжник и геодезист Жерар Дезарг в то время открыл в Париже частную школу для обучения мастеров (каменщиков, плотников, гравёров, производителей инструментов), в которой учил применению правил прямой линейной перспективы. В 1641 году Абрахам Босс начал посещать занятия в этой школе. Не довольствуясь полученными уроками, он сам написал и издал несколько сочинений по теории и практике рисования и гравёрного искусства и, в особенности, по теории перспективы.
Среди иллюстраций к своим трактатам та, которая называется «Les Perspecteurs», настолько связана с геометрией того времени, что кажется «классической» иллюстрацией к изданиям Декарта или научным трудам по математической геометрии.
Когда в 1648 году Мазарини основал Королевскую академию живописи и скульптуры, именно Абрахам Босс был выбран — по рекомендации Лорана де Ла Ира — для преподавания там перспективы и техники гравюры. Но с 1651 года противостояние с Шарлем Лебреном, непосредственным руководителем Академии, и его помощниками, привело к ожесточенным спорам. В 1660 году другой член Академии, Ле Бишо, опубликовал свой «Трактат о перспективе», посвящённый Лебрену. Абрахам Босс тут же обвинил его в плагиате. Художник Шарль Эррар, в свою очередь, обвинил Босса в том же. Босс, прагматичный художник, не разделял идею отвлечённого «прекрасного идеала», которую проповедовал Лебрен, для него важнее была техника и методика точного воспроизведения действительности. В результате Босс был исключен из королевского учреждения в 1661 году.
После этого Абрахам Босс основал свою частную школу, но она была закрыта королевским указом от 24 ноября 1662 года. Однако Босс продолжал излагать свои теоретические принципы в печатных трудах. В 1665 году он опубликовал «чтения», которые представил Академии: «Договор о геометрических практиках и перспективе, преподаваемых в Королевской академии живописи и скульптуры» (le Traité des pratiques géométrales et perspectives enseignées dans l’Académie royale de la peinture et sculpture). В итоге 6 мая 1662 года Абрахам Босс был уволен с должности профессора геометрии и перспективы Королевской академии и заменён Этьеном Мигоном.
Художник скончался 16 февраля (по другим данным 14 февраля) 1676 года в Париже. Его наследие включает огромное количество гравюр, в том числе изображающих сцены из народного быта и потому представляющих интерес для историков культуры XVII века.

## Абрахам Босс — научный гравёр
В начале своей карьеры Босс в основном занимался изображением сценок бытового жанра, а иногда и композициями на религиозные темы. Помимо Жака Калло Абрахам Босс испытал влияние Клода Меллана и Хендрика Гольциуса. В основном работал в технике офорта, дополненного резцом. За период 1629—1645 годов выполнил около 1500 гравюр.
Как сын портного, он был увлечён изучением костюмов разных эпох и народов. Он преуспел в изображении элегантных кавалеров и дам в роскошных интерьерах; он выделял костюмы, которые носили его современники в период правления Людовика XIII; но большая часть его композиций относится к эпохе «большого стиля» Короля-Солнце Людовика XIV.
Однако работа, которую он проделал совместно с Жераром Дезаргом сделала его известным широкой аудитории, а после смерти Дезарга его графическая продукция в основном касалась иллюстрации научно-технических изданий, трактатов по физике, математике и перспективе.
При этом именно Абрахам Босс помог распространить новации, внесённые Жаком Калло в искусство штрихового офорта: использование твёрдого лака, который позволял осуществлять многократное травление «доски» (печатной формы), последовательно перекрывая лаком отдельные участки пространственных планов и продолжая травление, тем самым достигая широких тональных градаций от самого светлого тона к густому тёмному; изысканная техника перекрёстного штриха, которую также одним из первых широко использовал Калло. Эти новации Босс изложил в своей работе: Traicté des Manes de Graver en intaglio sur l’airin par le Moyen des Etchings (1645).
Однако, в отличие от Калло, искавшего в технике офорта средства для изображения сцен, полных жизни и богатых мелкими деталями, целью Абрахама Босса было добиться точного воспроизведения деталей одежды, орнамента и других вспомогательных элементов оформления архитектурного интерьера. Он гравировал архитектурные чертежи и перспективные проекции, проекты мебели, светильников, каминов, зеркальных и картинных рам.

## Теоретические работы
- La manière universelle de M. des Argues Lyonnois pour poser l’essieu & placer les heures & autres choses aux cadrans au Soleil. 1643
- La pratique du trait à preuve de M. des Argues Lyonnois pour la coupe des pierres en Architecture. 1643
- De la manière de graver à l’eau-forte et au burin. 1645
- Traité des manières de graver en taille douce sur l’airin par le moyen des eaux-fortes… 1645
- Manière universelle de M. des Argues pour pratiquer la perspective par petit-pied comme le géométral… 1648
- Moyen universel de pratiquer la perspective sur les tableaux ou surfaces irrégulières… 1653
- Des ordres des colonnes. 1664
- Traité des pratiques géométrales et perspectives enseignées dans l’Académie royale de la peinture et sculpture. 1665

## Галерея

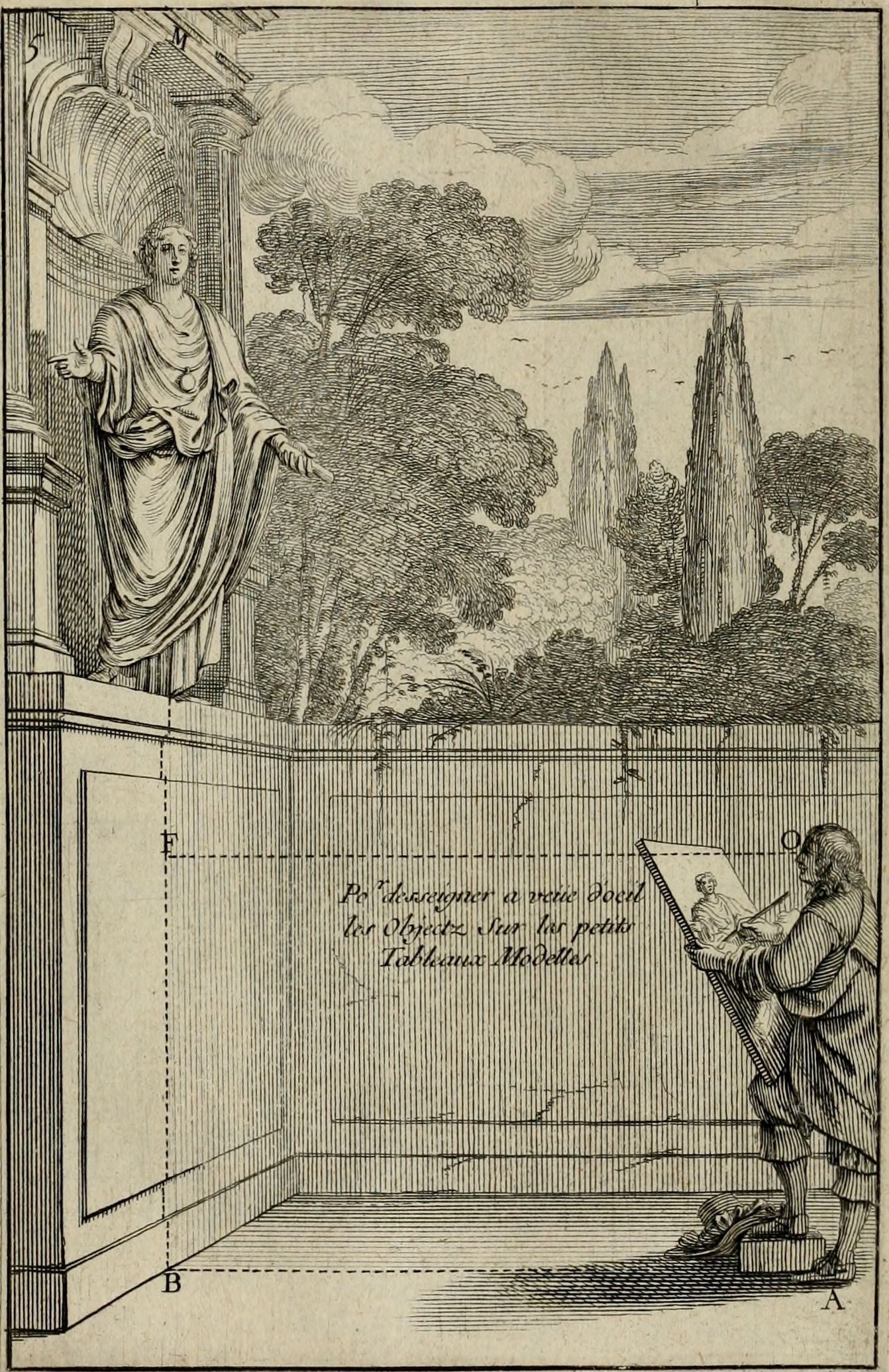
Иллюстрация издания «Простой способ использовать перспективу на картинах или неровных поверхностях вместе с некоторыми особенностями этого искусства и гравюры глубокой печатью». 1653. Офорт
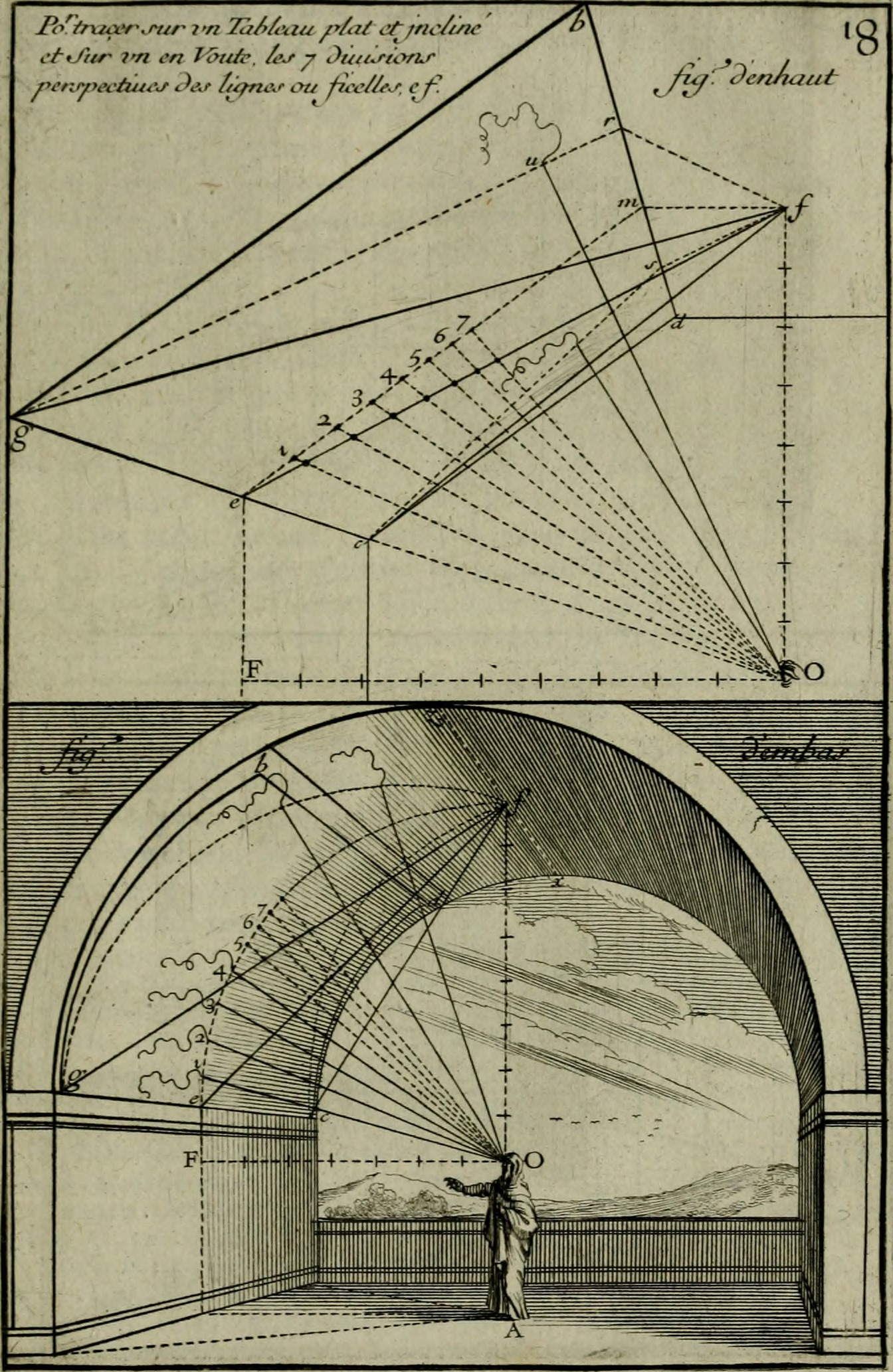
Иллюстрация того же издания
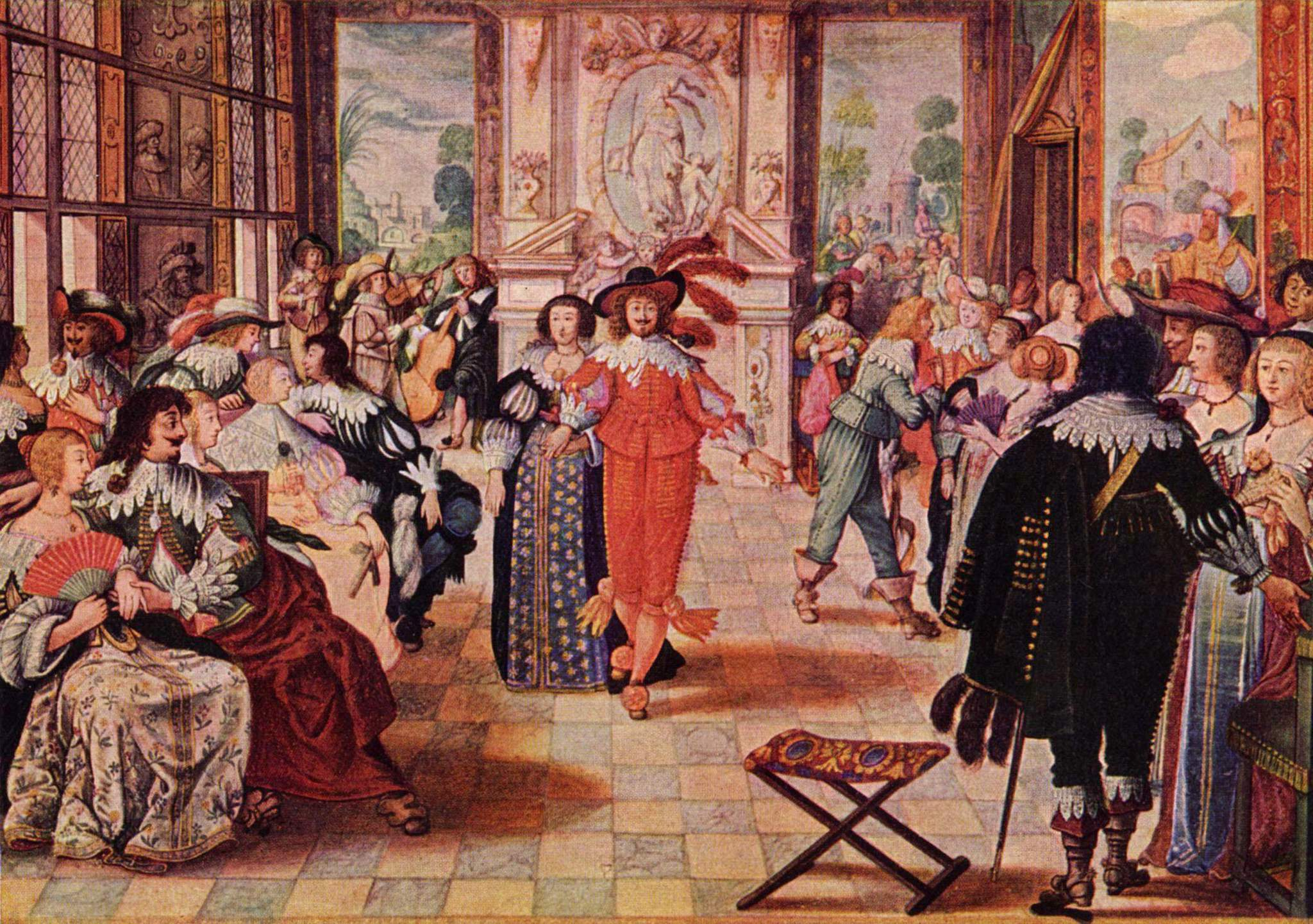
Бал. 1635. Пергамент, акварель. Гравюрный кабинет, Берлин
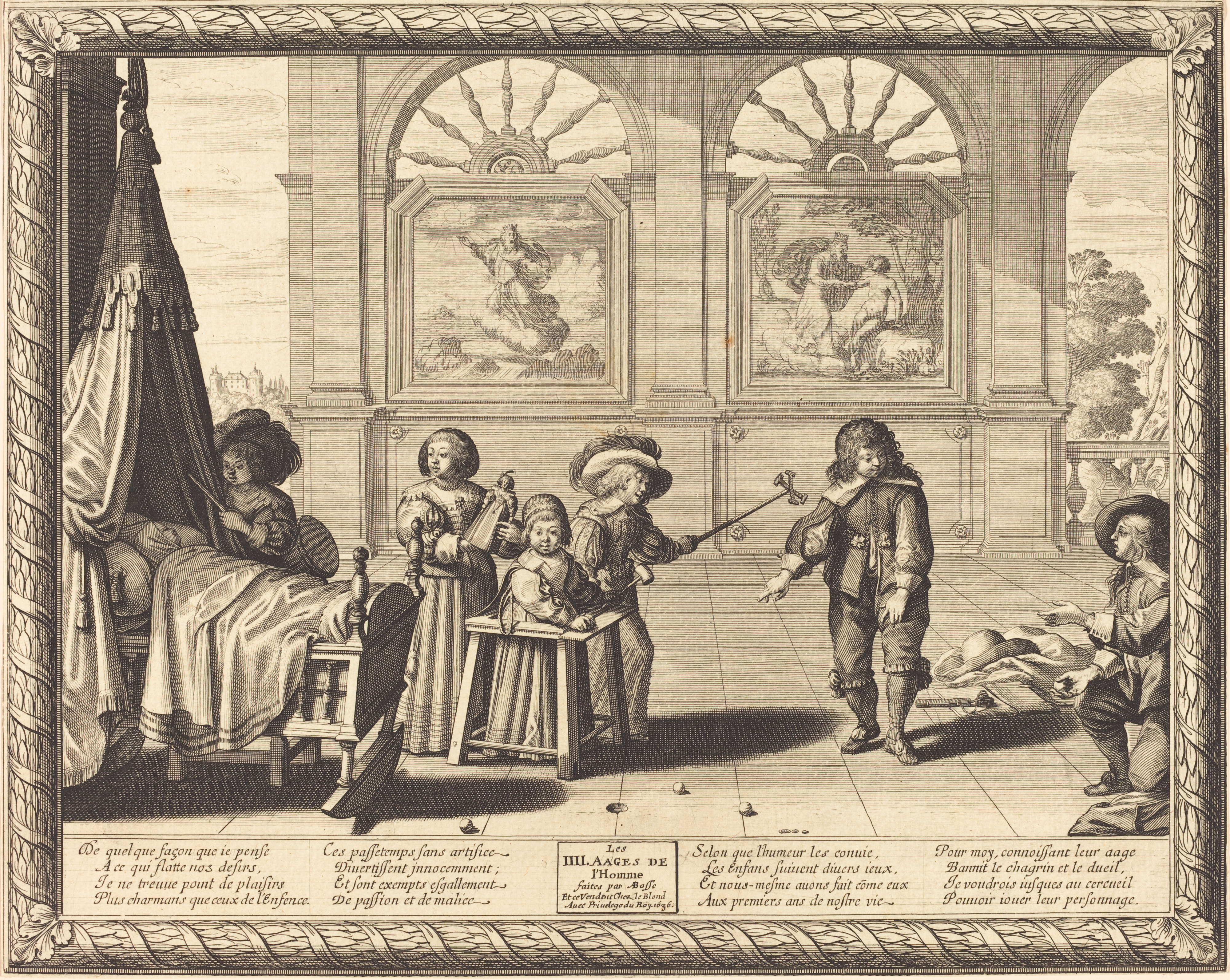
Детство. 1636. Офорт, резец
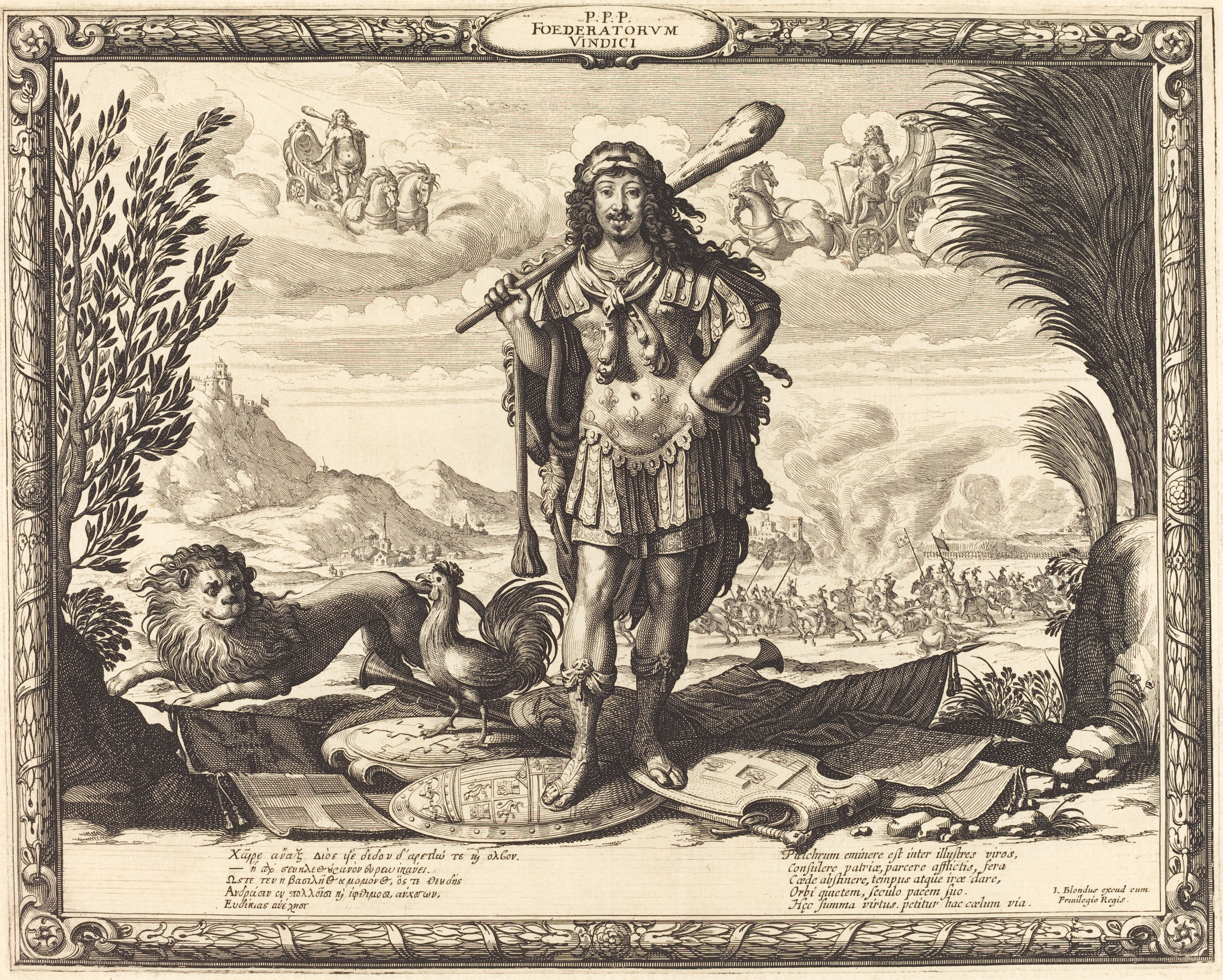
Людовик XIII в образе Геркулеса. Офорт, резец
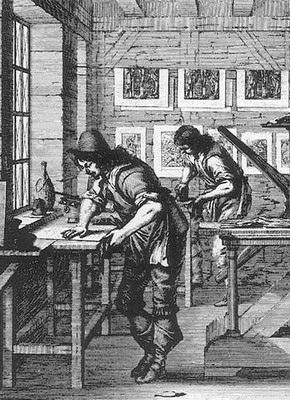
Мастерская гравёра-печатника. 1642. Офорт, резец
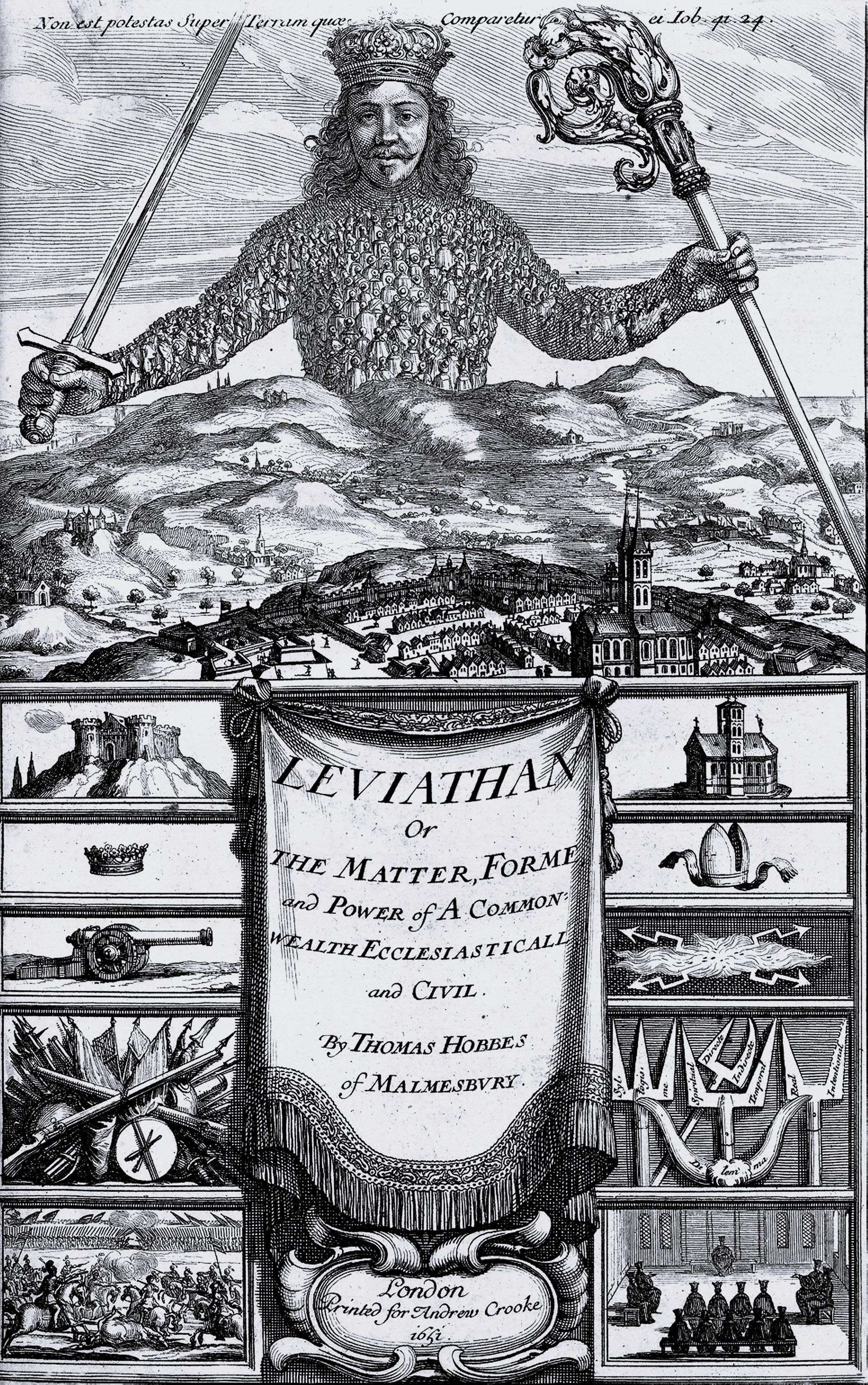
Фронтиспис книги Т. Гоббса «Левиафан». 1651. Офорт. Лондон
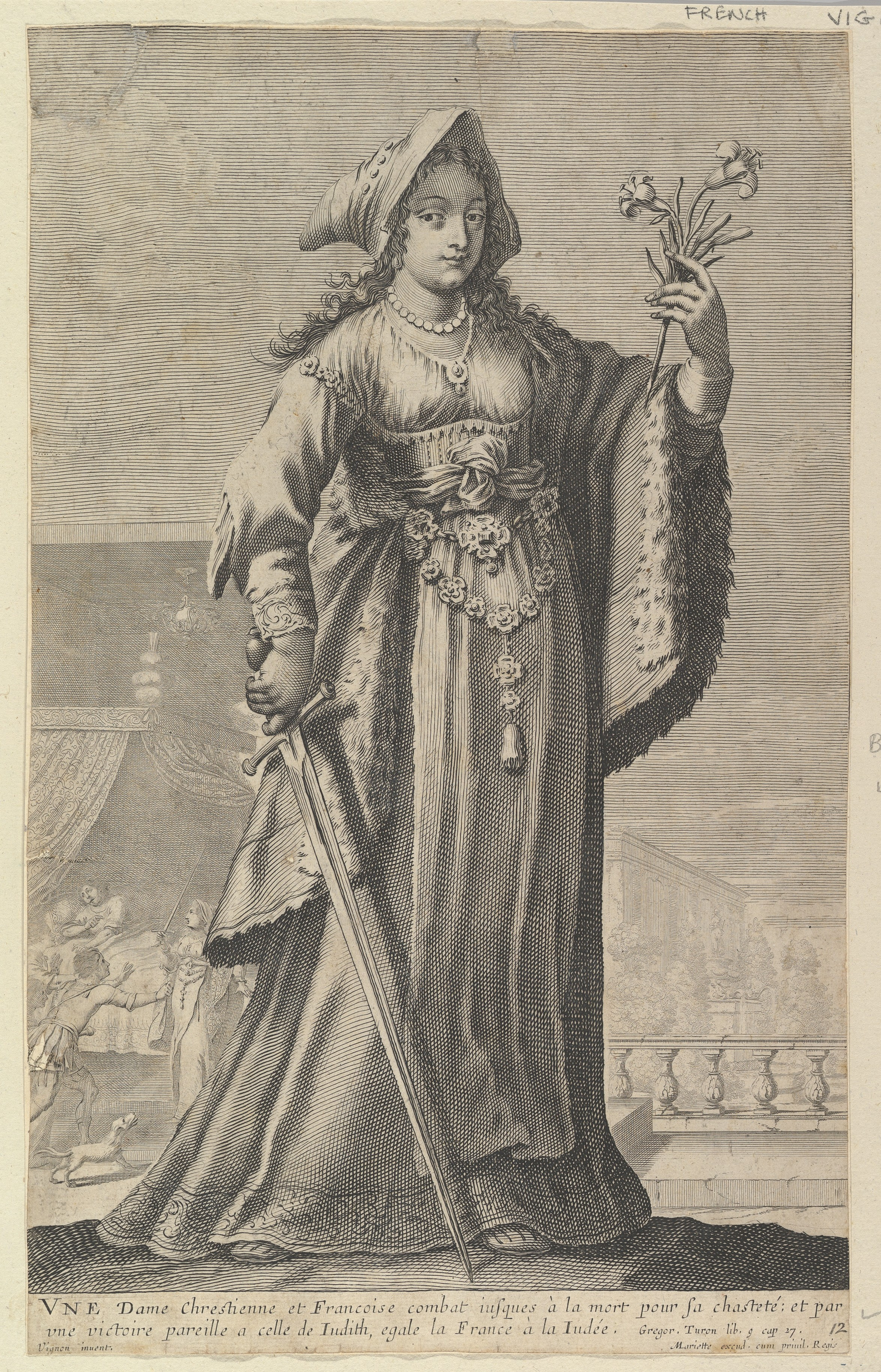
Иллюстрация издания «Галерея сильных женщин». Христианка и француженка. 1647. Офорт, резец
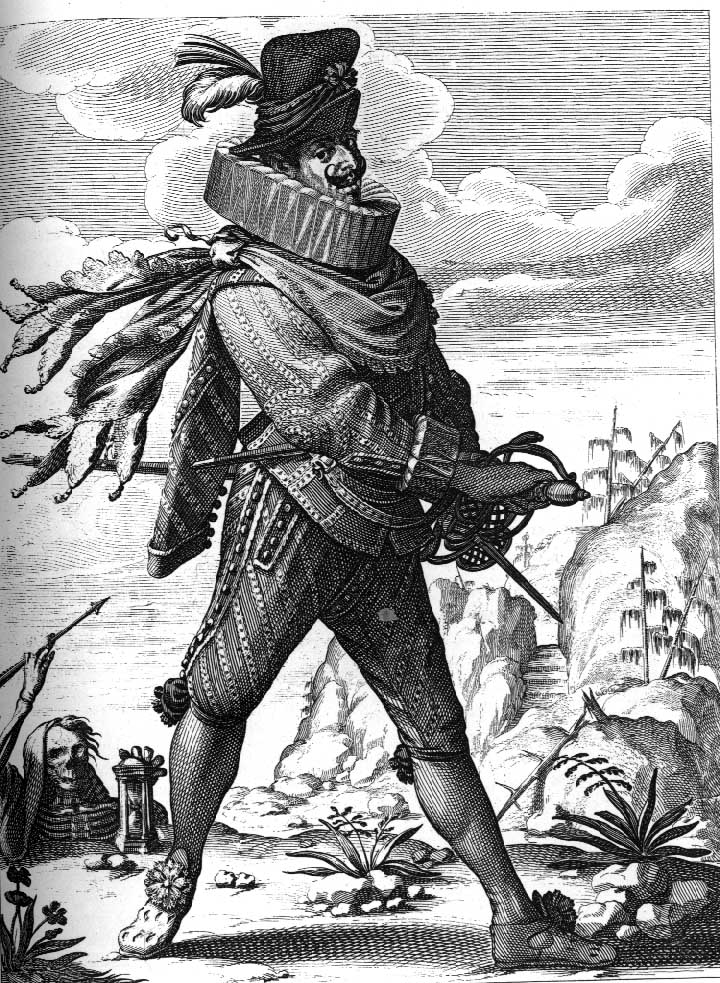
Испанский капитан. Из серии «Комедия дель арте». Офорт